# Adela González
Adela González Acuña (Lasarte-Oria, Guipúzcoa, 5 de septiembre de 1973) es una periodista y presentadora de televisión española.

## Biografía
Se licenció en Ciencias de la Información en la Universidad de Navarra en 1996. Sus inicios profesionales fueron en la redacción de informativos de Radio Euskadi entre julio de 1994 y septiembre de 1995.
Entre enero de 1997 y febrero de 1998 fue redactora de la Agencia EFE en Logroño, cubriendo la información local de La Rioja. Entre 1999 y 2000 fue directora y presentadora del programa Qué Pasa! de TVE Navarra.
En 2001 pasó a trabajar en Euskal Telebista donde, hasta 2005, presentó transmisiones especiales para la cadena, como: Cabalgata de Reyes Magos, semanas grandes de Bilbao y San Sebastián o los desfiles de carnaval de San Sebastián.
De 2001 a 2003 fue presentadora del programa Lo que faltaba y su sustituto estival Mójate! en ETB2.
En 2002 presentó el talk show semanal Vaya familia, los sábados por la noche en ETB2.
Entre mayo de 2004 a febrero de 2010 presentó, con Iñaki López, el programa Pásalo en ETB2.
De julio de 2010 a 2012 editó y presentó el programa Euskadi directo en ETB2. De octubre de 2010 a febrero de 2012 presentó, junto a Carlos Sobera, Consumidores también en ETB2. De abril a diciembre de 2013 presentó en ETB2 ETB hoy.
De noviembre de 2011 a julio de 2014, compaginó su labor en televisión con la de responsable del área comercial de la empresa de servicios de comunicación Media For Future SL.
Tras 14 años en EITB, saltó a la televisión nacional y, desde abril de 2014 a agosto de 2016, convirtiéndose en redactora y presentadora sustituta de Más vale tarde en La Sexta.
Al dejar la Sexta volvió a ETB2 y, entre septiembre de 2016 y agosto de 2017 y, luego, de agosto de 2017 a septiembre de 2019, presentó junto a Ion Aramendi los programas Ahora y ¡Qué me estás contando!
Posteriormente y también en ETB2, presentó Basquexperience desde septiembre de 2019 a febrero de 2020 y de septiembre a enero de 2021 fue redactora de ¡Qué me estás contando!
Entre febrero y junio de 2021 condujo el programa La redacción, en Telemadrid. Y de junio a octubre de 2021 presentó, junto a Emilio Pineda, el programa Madrid directo.
En febrero de 2022, se incorporó a Sálvame en Telecinco, donde permaneció como presentadora hasta el final del programa, en junio de 2023.
Tras el final de Sálvame, en septiembre de 2023, volvió a La Sexta, incorporándose a Más vale sábado, la edición de los sábados del popular formato Más vale tarde, como copresentadora junto a Boris Izaguirre. Tres meses después el programa fue cancelado por sus malos resultados de audiencia.
En julio de 2024, se anunció que presentaría Mañaneros, tras la marcha de Jaime Cantizano, a partir de septiembre del mismo año.A partir de 2025 presenta, junto a Javier Ruiz, el programa de TVE "Mañaneros 360"

## Trayectoria

### Programas de televisión

#### Como presentadora
| Año               | Programa                | Canal       | Notas                                                    |
| ----------------- | ----------------------- | ----------- | -------------------------------------------------------- |
| 1999 - 2000       | Qué Pasa!               | TVE Navarra | Presentadora                                             |
| 2001 - 2003       | Lo que faltaba          | ETB2        | Presentadora                                             |
| 2001 - 2003       | Mójate!                 | ETB2        | Presentadora                                             |
| 2002              | Vaya familia            | ETB2        | Presentadora                                             |
| 2004 - 2010       | Pásalo                  | ETB2        | Presentadora                                             |
| 2010 - 2012       | Euskadi                 | ETB2        | Presentadora                                             |
| 2010 - 2012       | Consumidores            | ETB2        | Presentadora                                             |
| 2013              | ETB hoy                 | ETB2        | Presentadora                                             |
| 2014 - 2016       | Más vale tarde          | La Sexta    | Redactora (2014-2016) Presentadora sustituta (2015-2016) |
| 2016 - 2021       | ¡Qué me estás contando! | ETB2        | Presentadora (2016-2019) Redactora (2020-2021)           |
| 2016 - 2019       | Ahora                   | ETB2        | Presentadora                                             |
| 2019 - 2020       | Basquexperience         | ETB2        | Presentadora                                             |
| 2021              | La redacción            | Telemadrid  | Presentadora                                             |
| 2021              | Madrid directo          | Telemadrid  | Presentadora                                             |
| 2022              | Sálvame Lemon Tea       | Telecinco   | Presentadora sustituta                                   |
| 2022              | Sálvame Mediafest       | Telecinco   | Presentadora                                             |
| 2022 - 2023       | Sálvame                 | Telecinco   | Presentadora                                             |
| 2022 - 2023       | Sálvame Fashion Week    | Telecinco   | Presentadora                                             |
| 2022 - 2023       | Mediafest Night Fever   | Telecinco   | Presentadora                                             |
| 2023              | Más vale sábado         | La Sexta    | Presentadora                                             |
| 2024 - actualidad | Mañaneros               | La 1        | Presentadora                                             |
| 2024              | Telepasión              | La 1        | Participante                                             |

#### Como invitada
| Año  | Programa              | Canal     | Notas                  |
| ---- | --------------------- | --------- | ---------------------- |
| 2022 | Deluxe                | Telecinco | Invitada (1 programa)  |
| 2023 | Todo es mentira       | Cuatro    | Invitada (1 programa)  |
| 2023 | Más vale tarde        | La Sexta  | Invitada (1 programa)  |
| 2023 | Zapeando              | La Sexta  | Invitada (1 programa)  |
| 2023 | Y ahora Sonsoles      | Antena 3  | Invitada (1 programa)  |
| 2023 | Pasapalabra           | Antena 3  | Invitada (3 programas) |
| 2024 | Generación TOP        | La Sexta  | Invitada (1 programa)  |
| 2025 | La familia de la tele | La 1      | Invitada (1 programa)  |